# Die kleinste Schau der Welt
Die kleinste Schau der Welt (Originaltitel: The Smallest Show on Earth) ist ein britischer Film des Regisseurs Basil Dearden aus dem Jahr 1957.

## Handlung
Das junge Ehepaar Matt und Jean Spenser träumt von Reisen an exotische Plätze, einer davon ist die usbekische Stadt Samarkand. Als Matt von seinem Großonkel ein Kino erbt, glauben sie, das große Los gezogen zu haben. Sie stellen zu ihrer Enttäuschung jedoch fest, dass es sich beim Bijou Kinema um ein kleines und baufälliges Lichtspielhaus handelt. Es beschäftigt drei Angestellte, die alle dort schon seit vielen Jahren tätig sind: Kassiererin Mrs. Fazackalee, Filmvorführer Mr. Quill und den Platzanweiser Tom.
Von ihrem Notar erfährt Matt, dass Mr. Hardcastle seinem Großonkel einst fünftausend Pfund für das Kino bot; er plante, es abreißen und dort einen Parkplatz für sein eigenes, modernes Kino anlegen zu lassen. Auf das Angebot angesprochen bietet dieser dem Paar jedoch nur noch fünfhundert Pfund. Auf das Anraten ihres Notars versuchen sich Matt und Jean an einem Bluff; um Hardcastle zu einem höheren Gebot zu bringen, machen sie sich an die Wiedereröffnung ihres Kinos. Wider Erwarten erweist sich das Kino nach einigen Anlaufschwierigkeiten als Erfolg, und das Paar kann mit Marlene Hogg als Eisverkäuferin sogar eine weitere Mitarbeiterin einstellen.
Hardcastle verlegt sich auf Sabotage, und nachdem das Kino dem Publikum ihr Eintrittsgeld nach einer missglückten Aufführung zurückzahlen muss, stehen Matt und Jean kurz vor der Aufgabe. Platzanweiser Tom hört Matts Ausruf, er wünschte, dass Hardcastles Kino abbrennen würde. Tom verlässt später das Bijou Kinema mit einem Kanister. Über Nacht ist das Grand tatsächlich bis auf die Grundmauern abgebrannt und Hardcastle bietet dem Paar zähneknirschend zehntausend Pfund für das Bijou Kinema. Die Spensers gehen auf das Angebot ein, unter der Bedingung, dass die Angestellten übernommen werden.
Matt und Jean verwirklichen letztlich ihren Traum, die Reise nach Samarkand.

## Synchronisation
Peter Sellers wurde in diesem Film das einzige Mal von Anton Reimer synchronisiert.
| Rolle             | Schauspieler        | Synchronsprecher      |
| ----------------- | ------------------- | --------------------- |
| Matt Spenser      | Bill Travers        | Dietmar Schönherr     |
| Jean Spenser      | Virginia McKenna    | Lis Verhoeven         |
| Robin Carter      | Leslie Phillips     | Thomas Reiner         |
| Percy Quil        | Peter Sellers       | Anton Reimer          |
| Mrs. Fazackalee   | Margaret Rutherford | Erna Großmann         |
| Tom               | Bernard Miles       | Hans-Hermann Schaufuß |
| Albert Hardcastle | Francis De Wolff    | Erik Jelde            |
| Emmett            | Stringer Davis      | Robert Klupp          |

## Produktion
Die Komödie erhielt in Deutschland keine Kinoauswertung und wurde am 31. Mai 1962 in der ARD erstaufgeführt.

## Kritik
„Ein Ehepaar erbt ein baufälliges Kino. Die daraus erwachsenden Abenteuer schildert der Film mit britischem Sinn für skurrilen Humor. Glänzend gespielte Komödie.“

## Auszeichnungen
- 1958: BAFTA-Film-Award-Nominierung in der Kategorie Best British Screenplay für William Rose und John Eldridge